# Liste von Orgelregistern
Dies ist eine alphabetische Liste verbreiteter Bezeichnungen von Orgelregistern mit kurzen Erklärungen. Nicht berücksichtigt wurden historische oder fremdsprachliche Schreibweisen. Auch wenn sich die Bezeichnung von Registern an Bauart, Mensur oder Klang orientiert, sind diese keineswegs „genormt“. Einzelne Register können je nach Orgelbauer, Orgellandschaft oder Epoche verschiedene Namen oder Klangeigenschaften haben. Eine kurze Erklärung weiterer Fachbegriffe aus dem Bereich Orgel findet sich im Orgel-Glossar.
Oft sind Registernamen auch aus verschiedenen Wörtern zusammengesetzt. Eine Liste der gebräuchlichsten Namenszusätze ist am Ende des Artikels zu finden.

## A
Aeoline
(auch Äoline oder Eoline) zu Beginn des 19. Jahrhunderts wie beim Harmonium ebenfalls zunächst ein 8′- oder 16′-Register mit durchschlagenden Zungen, ähnlich der Physharmonica. Dieses Register hatte kurze oder gar keine Aufsätze. Ab ca. 1820 setzte sich aber unter dem Namen „Aeoline“ ein offenes 8′-Labialregister mit sehr enger Mensur durch. In vielen romantischen Orgeln ist dieses die zarteste Streicherstimme.
Äoline
siehe Aeoline
Äolodikon
16′- oder 8′-Zungenregister, sehr zart und einschlagend
Acuta
(lat. „scharf“) eine hochliegende Mixtur, vergleiche auch Zimbel und Scharff
Akustischer Bass
(auch Donner, Gravissima oder Vox balenae) eine aus Oktav- und Quintpfeifen bestehende doppelte Pfeifenreihe in tiefer Lage. Man nutzt hierbei Residualtöne, um Kosten, Platz und Gewicht für sehr große Pfeifen zu sparen. Ein akustisches 32′-Register besteht aus den beiden Pfeifenreihen einer 16′-Oktave und einer 10 2⁄3′-Quinte. Als Residualton entsteht so der Eindruck eines verhältnismäßig leisen 32′-Registers.
Amorosa
siehe Dolzflöte
Apfelregal

1. (oder Knopfregal) ein leise klingendes Regal-Register, dessen bis zu ca. 10 cm hohe Becher aus einem engen, zylindrischen Röhrchen und einer daraufgesetzten hohlen Kugel mit Löchern besteht.
2. ein Apfelregal (Musikinstrument) mit dem zuvor beschriebenen Register.

## B
Bachflöte
sehr weit mensuriertes, offenes, zylindrisches Nachthorn, das von Walcker in der Orgelbewegung seinen Namen erhielt
Baarpfeife
vor allem in Holland als Labialregister vorkommend zu 8′ und 4′, ähnlich der Bahrpfeife und dem Barem
Bärpfeife
kurzbechriges Zungenregister, 8′, vergleichbar mit einem Regal oder Krummhorn
Bahrpfeife
(auch Baarpfeuff, Bahrpfeiff) seltene Bezeichnung aus dem Rheinland für eine 8′-Quintadena
Barem
sehr selten gebautes gedacktes 16′-Register der Barockzeit aus Holz mit sanfter, stiller Intonation
Bassetthorn
8′ Register, hat einen warmen runden Ton. Das Bassetthorn kann als Klarinettenregister oder als Harmoniumregister gebaut sein. In England scheinen Krummhorn, Klarinette und Bassetthorn dasselbe zu sein.
Basson
frz. Zungenregister, meist 16′ nach Bauart des Hautbois (Oboe). Manchmal anstatt der Bombarde als zurückhaltende 16′-Zungenstimme im Pedal oder Schwellwerk disponiert, entsprechend dem Fagott.
Basszink
ein kornettartiges Register im Pedal, meist 2-fach als 5 1⁄3′ + 3 1⁄5′ oder 3-fach als 5 1⁄3′ + 3 1⁄5′ + 2 2⁄7′.
Bauernflöte
im 16. und 17. Jahrhundert gedecktes, eng mensuriertes Labialregister aus Metall im Pedal, meist 1′ oder 1⁄2′, später auch offenes Manualregister mit weiter Mensur, teils auch halbgedeckt mit Rohr
Bifara
(auch Biffara, Biffaro, Bifora, Bitra) siehe Piffaro
Blockflöte
(auch Blockpfeife, Englische Flöte, Flaut angelica, Flûte à bec) konisches oder zylindrisches 4′- oder 2′-Labialregister mit weiter Mensur und weichem, füllendem, klarem Klang. In sehr alten Orgeln bezeichnet Blockflöte eine weit mensurierte Pfeifenreihe, die aus dem gotischen Blockwerk abgespalten wurde. Seit der Renaissance kann mit Blockflöte auch ein Register gemeint sein, das den Klang des gleichnamigen Holzblasinstruments nachahmt.
Bombarde
kräftiges Zungenregister mit natürlich langen trichterförmigen Bechern in 32′- oder 16′-Lage; im Pedal als 32′-Register auch mit Kontrabombarde bezeichnet. Im Barock in Süddeutschland und Frankreich meist anstelle der sonst üblichen Posaunen gebaut.
Bordun
(auch Bourdon, Burdon, Brummbass) meist gedecktes 32′-, 16′- oder 8′-Register aus Holz, im französischen Raum als Bourdon Bezeichnung für Gedackt. Während in mittel-, west- und süddeutschen Orgeln auf Basis eines 8′-Prinzipals oftmals ein 16′-Bordun im Hauptwerk disponiert ist, so findet sich in norddeutschen Orgeln an dieser Stelle für gewöhnlich eine Quintadena. In der Gotik Bezeichnung für die tiefsten Basspfeifen oder die tiefsten Pfeifen des Prinzipal-Plenums
Bourdonecho
(auch Bourdon doux) siehe Lieblich Gedeckt
Brummbass
siehe Bordun
Burdon
seltener Alternativname für Bordun

## C
Campana
(auch Campanella, Campanello, Campanelli, Campanetta) italienische Bezeichnung für ein Glockenspiel oder Glockenton (siehe dort)
Carillon
ein Effektregister. Es entspricht entweder dem gleichnamigen Originalinstrument mit vollwertigen Glocken oder stellt ein sonstiges Glockenspiel dar. Drittens wurde vor allem in niederländischen und rheinischen Orgeln des späten 18. und 19. Jahrhunderts auch ein terzhaltiges, zusammengesetztes Register (oft 4′ + 1 3⁄5′) von hellem Klang derart bezeichnet.
Céleste
siehe Vox coelestis
Celestina
(auch Coelestina oder Celestiana) sanftes, eng mensuriertes 4′-Register aus Holz, nicht mit Vox coelestis gleichzusetzen.
Cello
(auch Violoncello) enges Streicherregister, meist 8′-Lage im Pedal
Cembalo
(auch Spinett) Mechanismus, mit dem ein Cembalo über die Orgelklaviatur bedient werden kann, meist in 16′-, 8′- oder 4′-Lage; normalerweise nur in Konzertorgeln, vergleiche auch Piano. Teilweise wird der Klang auch nur imitiert, siehe dann Glockenton.
Chamade
siehe En chamade
Choralbass
meist Prinzipalregister, fast immer 4′-Lage im Pedal
Clairon, Clarine oder Clarino
französisches Zungenregister, meist 4′ nach Bauart der Trompette (Trompete) mit konischen, nach oben erweiterten Bechern
Clarabella
(lat. „clarus“ für „hell“ sowie „bellus“ für „schön“) 8′-Register, klanglich zwischen Prinzipal und Hohlflöte, siehe auch Offenflöte; Anfang des 19. Jahrhunderts durch James Chapman Bishop entwickelte Pfeifenart
Clarinette
(auch Klarinette) Zungenregister, das das gleichnamige Musikinstrument nachahmt, sowohl aufschlagend als auch durchschlagend gebaut
Contrabass
siehe Kontrabass
Copl, Copel, Coppel oder Copula
süddeutsche Bezeichnung für Gedackt 16′ oder 8′, in kleinen Orgeln auch 4′
Cor Anglais
siehe Englisch Horn
Cor chamois
(auch Cor de chamois) siehe Gemshorn
Cor de Nuit
französische Bezeichnung für Nachthorn, hier in der Regel jedoch als 8′ und in gedackter Bauweise
Cor d’Orchestre
siehe Horn
Corneta de 26
in spanischen Orgeln ein Kornett auf 16′-Basis für die Diskanthälfte des Manuals. Es enthält mindestens die Chöre zu 16′, 8′, 5 1⁄3′, 4′ und 3 1⁄5′, dazu gegebenenfalls noch höhere Chöre.
Cornett (auch Cornet und Cornetto)
siehe Kornett
Corno
siehe Horn
Cornopean
englisches Zungenregister mit voller Becherlänge, oft mit gedeckeltem Becher. Klanglich ähnlich einer Trompete, sehr grundtonreich, meist im Schwellwerk disponiert
Cremona
englische Bezeichnung für eine Klarinette oder Krummhorn, meist 8′-Zungenregister
Cromorne
französisches, meist hohl intoniertes Krummhorn
Cuculus
(lat. „Kuckuck“, ein Vogel): nur Registerzug, Effekt ist ein Kuckucksruf (siehe Kuckucksruf (Orgel))

## D
Deutsche Flöte
siehe Wiener Flöte
Diapason
englische Bezeichnung für ein Prinzipal 8′; kommt in offener Bauweise (open diapason) aus Metall und Holz, aber auch als sehr weiter Gedackt (stopped diapason, meist aus Holz) vor. Ein 16′-Register im Manual wird double diapason genannt.
Dolce
siehe Flauto dolce
Dolcissimo
siehe Flauto dolcissimo
 Dolkan
(auch Dolzan, Dulkan oder Dulzan genannt) trichterförmiges Labialregister, meistens 8′ oder 4′, ähnlich der Flauto dolce
Dolzflöte
(auch Dulzflöte, Dulcianflöte, Dulzianflöte, Amorosa, Lieblich Flöte oder Flûte douce genannt) seltenes weiches, offenes Flötenregister, wird meist in der Lage 8′ oder 4′ gebaut
Donner
Effektregister – erzeugt ein Geräusch, ähnlich dem Donnergrollen. In der Altenberger Domorgel auch Bezeichnung für ein akustisches 64′-Register (aus Contraposaune 32′ und labialem 21 1⁄3′) im Pedal
Doppelflöte
(auch Flauto doppio oder Duiflöte) Register aus Holz, dessen Pfeifen auf zwei Seiten (entweder gegenüber oder über Eck) je einen Aufschnitt (Labium) haben, meist in 8′- oder 4′-Tonlage, meist gedeckt, dann auch als Doppelgedackt bezeichnet. Als Doppelrohrflöte auch mit gelochtem Deckel mit Röhrchen angefertigt. Dieses Register wurde im 16. Jahrhundert entwickelt und ist vor allem in den USA sowie Galizien überdurchschnittlich populär.
Doublette
2′-Prinzipal beziehungsweise Superoktave, seltener zweichörige Mixtur offener Metallpfeifen oder Rauschquinte
Duiflöte
siehe Doppelflöte
Dulcan
(auch Dulzan)
siehe Dolkan
Dulcayna
(auch Dulzaina) spanisches 8′-Zungenregister, ähnlich dem Krummhorn, aber en Chamade (siehe dort) gebaut.
Dulciana
(auch Dulziana) sehr weiche, eng mensurierte, schwache 8′-Streicherstimme, die vom englischen Orgelbauer Svetzler erfunden wurde und deren tiefe Oktaven oft mit dem 8′ Gedeckt zusammengeführt sind. Klanglich ähnlich der Flauto dolce, aber mit deutlicherem Streicherklang.
Dulcianflöte
siehe Dolzflöte
Dulzan
siehe Dulcan
Dulziana
siehe Dulciana
Dulzian
(auch Dulcian) langbechriges Zungenregister in 32′-, 16′- oder 8′-Lage mit engen Schallbechern, die unten konisch und oben zylindrisch geformt sind. Hauptsächlich im norddeutschen Raum üblich, dort im 17. und 18. Jahrhundert typische Rückpositivzunge in 16′ und 8′-Lage. In mittelgroßen Orgeln auch als 16′-Zunge im Hauptwerk. Große Bandbreite an verschiedenen Klangfarben, je nach Tonlage (16′ oder 8′), Region und Erbauungszeit. Von Arp Schnitger zur Perfektion gebracht, in 8′-Lage dann sehr voll und grundtönig im Klang. Diese Form hielt sich vor allem in den Niederlanden bis zum 19. Jahrhundert. In 16′-Lage ab Anfang des 18. Jahrhunderts zusehends vom grundtönigeren Fagott abgelöst, dafür ist das Fagott in 8′-Lage sehr selten. Sehr selten bezeichnet Dulcian (Dulzian) auch einen weichen Prinzipal enger Mensur, teils ähnlich einem Keraulophon.
Dulzianflöte
siehe Dolzflöte
Dulzflöte
siehe Dolzflöte

## E
Echo
siehe Echoflöte
Echobass
siehe Stillgedackt
Echoflöte
(auch Echo) sehr weiche Flöte zu 8′ oder 4′, entweder aus Holz oder Metall, manchmal teils oder ganz gedeckt; klanglich ähnlich der Fernflöte und Flauto dolcissimo. Oftmals befindet sich das Register in einem separaten schwellbaren Holzkasten.
Echokornett
ein meist wenigchöriges Kornett, welches in einem Kasten mit oder ohne Schweller untergebracht ist. Fehlende Chöre zu 8′ und 4′ sind dann als einzelne Register ebenfalls in dem Kasten vorhanden. Es wird alternierend mit dem Kornett benutzt, um eine Echowirkung zu erzielen.
en Chamade
frontal aus dem Prospekt herausragende (im Horizontalprospekt verbaute) Pfeifenreihen, meist Trompeten (vergleiche Spanische Trompete)
Engelsstimme
siehe Vox Angelica
Englische Flöte
(auch Flaut angelica) siehe Blockflöte
Englisch Horn
(auch Cor Anglais oder Kopftrompete) Zungenregister, klanglich ähnlich einer Tenoroboe
Eoline
siehe Aeoline
Erzähler
unvergleichbares, 1904 von Ernest Martin Skinner entwickeltes konisches Orgelregister, das in Nordamerika verbreitet ist; es imitiert keine menschliche Stimme, sondern habe Skinner an eine redselige Plauderei erinnert; meist in 8′-Lage und in unterschiedlicher Lautstärke; klanglich ausgewogen zwischen Mixtur und weichen Streichern, vergleiche auch Kleinerzähler
Euphonia
(auch Euphon) 8′-, 4′- oder auch 16′-Register, nach Art der Clarinette gebaut, klanglich zwischen Oboe, Physharmonika und Clarinette zu finden
Exaudire
siehe Vox inauditiva

## F
Faberton
(auch Tonus Fabri) entweder 2-chörige Mixtur oder Glockenton, es handelt sich um ein gemischtes Aliquotregister
Fagott
(auch Basson) Zungenregister mit natürlich langen trichterförmigen Bechern, die meistens oben verschlossen und mit seitlichen Bohrungen versehen sind, in 32′- oder 16′-Lage, leiser als Posaune. Etwas grundtöniger als der Dulzian. Auch als 16′- oder 8′-Fagottbass im Pedalwerk existierend. In seltenen Fällen kann das Fagott auch als Durchschlagzunge ausgeführt sein.
Fagott-Oboe
Register, bei welchem der Bassbereich (bis zum kleinen b), durch die Fagottstimme (analog zur Bassentsprechung des Fagotts für die Oboe im Orchester) und die Diskantstimme (ab dem kleinen b) durch die Oboe gespielt wird, teils mit regulierbarer Windzufuhr, um eine noch höhere klangliche Effektivität zu erreichen, siehe jeweils Fagott und Oboe
Farbmixtur
(auch Farbenzimbel) Eine Mixtur mit Aliquoten auf 16′- oder 32′-Basis sehr hoher Ordnung (7., 9. 11. und 13.) in gestreuter Disposition und durchbrochener Repetition.
Feldflöte
(auch Feldpfeife) kleine, hohe Flötenstimmen (meist 4′ oder 2′), mittlere bis enge Mensur, klanglich ähnlich der Piccolo, Flageolett oder dem Flautino
Feldtrompete
hell intonierte Trompete, meist 4′
Fernflöte
sehr weiches 8′- oder 4′-Flötenregister aus Metall oder Holz. Es existieren sowohl offene als auch gedeckte Ausführungen. Vergleiche Flauto Dolcissimo und Echoflöte
Flachflöte
Labialregister in weiter Mensur und mit sehr breiten Labien
Flageolett
meist hohe 2′-Piccoloflöte
Flautado
spanische Bezeichnung für einen Prinzipal, meist 16′ oder 8′; nicht zu verwechseln mit Flauto (Flöte)
Flaut angelica
siehe Englische Flöte
Flautino
(auch Flautina) offenes 2′-Flötenregister, manchmal auch in 4′- oder 1′-Lage; klanglich ähnlich der Hellpfeife, dem Oktavin, der Piccolo, Feldflöte oder dem Register Flageolett
Flauto
Flötenregister, meist 8′ oder 4′, siehe Blockflöte
Flaut Major
kräftiges 8′-Flötenregister, meist zur Verstärkung der Achtfüße im Hauptwerk
Flauto d’Amore
(auch Liebesflöte) weiches, liebliches 8′- oder 4′-Flötenregister, normalerweise gedeckt mit leichtem Streicherklang
Flauto di pan
siehe Panflöte
Flauto dolce
(auch Liebliche Flöte oder Dolce), sehr weich klingende (Block-)Flöte, teils mit leichtem Streicherklang, siehe Flauto und Namenszusätze, teils synonym mit Dolzflöte
Flauto dolcissimo
(auch Dolcissimo) sehr weiche, liebliche Flöte zu 16′, 8′ oder 4′. Die Hartholz-Pfeifen besitzen schmale, nach innen gerichtete Münder sowie eine enge Mensur. Klanglich handelt es sich um eine sehr weiche Flöte, noch zarter als die Flauto dolce, ansonsten ähnelt der Ton dem einer Aeoline, Fernflöte oder Echoflöte.
Flauto doppio
siehe Doppelflöte
Flauto piccolo
siehe Piccolo
Flauto traverso
siehe Querflöte
Flautotraversbass
16′-Bassregister der Querflöte
Flöte
(auch Tibia (lat.) oder Flauto (ita.)) Labialregister weiter Mensur aus Holz oder Metall, 16′- bis 2′-Lage, sehr viele verschiedene Bauformen möglich
Flötenprinzipal
weit mensuriertes Prinzipalregister in 8′-Lage
Flûte à bec
siehe Blockflöte
Flûte allemande
siehe Deutsche Flöte
Flûte bouchée
Bezeichnung für einen gedeckten Prinzipal, meist 8′ (siehe Gedeckt)
Flûte à cheminé
siehe Rohrflöte
Flûte douce
siehe Dolzflöte
Flûte harmonique
überblasenes Flötenregister in weiter Mensur und doppelter Baulänge in 8′-, 4′- und 2′-Lage, als 4′ in der Regel als Flûte octaviante, als 2′ als Octavin oder Flûte octaviante bezeichnet, oft in französischen Schwellwerken disponiert, weicher und klarer Klang, vergleiche Oktavin und Flûte octaviante
Flûte octaviante
4′-Flûte harmonique (siehe dort)
Flûte ouvert
siehe Offenflöte
Flûte traversière
siehe Querflöte
Flûte triangulaire
Dreiecksflöte (Flöte, deren Körper die Form eines Prismas mit dreieckiger Grundfläche besitzt) mit großem Flötenmund, hohler dumpfer Klang, weniger prominent als bei der Hohlflöte, meist 8′, manchmal auch 16′.
Fourniture
Bezeichnung für eine drei- bis sechsfache Mixtur (siehe dort), in französischen Orgeln allgemein die Bezeichnung für eine Mixtur
Französisches Horn
siehe Horn
Fuchsschwanz
(auch Fuchsschwank) siehe nichtakustische Registerzüge
Fugara
offenes streichendes Labialregister enger Mensur, 8′- oder 4′-Lage, kommt meist im Schwellwerk vor, klanglich zwischen der Gambe und engem (Geigen-)Prinzipal

## G
Gambe
(auch Gamba) offenes streichendes Labialregister enger Mensur, 16′- bis 4′-Lage, siehe auch Viola da gamba
Gambetta
kleine, weiche 4′-Gambe
Gedackt
(auch Gedeckt oder Tibia Clausa genannt) gedecktes Labialregister, unterschiedliche Mensuren möglich, z. B. als Lieblich Gedackt enge, als Grobgedackt weite Mensur, 32′- bis 4′-Lage; manchmal auch eine gedeckte Prinzipalpfeifenreihe (Flûte bouchée)
Gedeckt
siehe Gedackt
Geige
(auch Viole) siehe Violine
Geigenprinzipal
eng mensuriertes Prinzipal 16′- bis 4′-Lage
Gelindgedeckt
weiches Gedecktregister zu 16′ oder 8′, praktisch das Gleiche wie ein Musiziergedeckt oder Lieblich Gedeckt (siehe dort)
Gemshorn
konische Pfeifen (Holz oder Metall), 16′- bis 2′-Lage, der Klang liegt zwischen Prinzipalen und Flöten, und ist je nach Stilrichtung hornig, leicht streichend (Romantik) oder weicher Flötenklang (Renaissance, Nachahmung des gleichnamigen Blasinstruments). Die Form des Pfeifenkorpus ist ähnlich wie bei der Spitzflöte. Im Bass auch als Gemshornbass 16′ oder 8′ existierend.
Glasflöte
Glaskolben, bei der der Luftstrom durch eine Anblasvorrichtung auf die Kante des Glaskolben gelenkt wird und ein Klang ähnlich einer Panflöte entsteht. Erstmaliger Einbau durch Orgelbau Kutter 2012 in der Orgel der kath. Kirche St. Johannes Baptist in Jena. Der Klang ist sehr flötig und grundtönig, in 8′ Lage.
Glockenspiel
(auch Stahlspiel oder Glockenregister genannt) entweder echtes Glockenspiel mit Metallglocken, die über eine mechanische oder elektronische Vorkehrung über die Klaviatur bedient werden, meist in 4′- oder 2′-Lage, oder Röhrenglocken oder hohe Aliquotmischung 1 3⁄5′ + 1′
Glockenton
(auch Glöcklein, Glöckleinton, Campana, Campanella, Faberton oder Zimbelflöte genannt) 2′-, 1′- oder auch 1⁄2′-Flötenregister, das ein Glockenspiel (siehe dort) nachahmt. Es handelt sich um ein gemischtes Aliquotregister. Das Register repetiert jedoch meist – wie eine Mixtur – jede Oktave.
Grand Cornet
im Hauptwerk disponiertes Kornett, weiter mensuriert als die anderen Kornettarten. Es wird in der Regel ab c1 gebaut (2 Oktaven) und dient vor allem zur Verstärkung der im Diskant schwächer werdenden Zungen im Grand Jeux. Im unteren Bereich wird dieses Kornett etwas schwächer intoniert, damit der Übergang fließend ist.
Gravissima
seltenes, akustisches Pedalregister 64′, besteht z. B. aus einer 32′- und einer 21 1⁄3′-Pfeifenreihe; siehe auch Akustischer Bass und Vox balenae
Große Tierce
siehe Großterz
Großgemshorn
siehe Gemshorn und Namenszusatz „Groß“
Großprinzipal
siehe Prinzipal und Namenszusatz „Groß“
Großterz
(auch Große Tierce, Terzbass oder Terzenbass) tiefes Terzregister aus dem klassisch-französischen Orgelbau, das gegenüber der üblichen Tonhöhe (1 3⁄5′) eine Oktave tiefer liegt (3 1⁄5′)

## H
Harfe
das gleichnamige Instrument nachahmendes Register, meist aus kleinen Metall- oder Holzstangen, die angeschlagen werden
Harfenprinzipal
meist konisches Prinzipal-Register in 16′-, 8′- oder 4′-Lage mit enger Mensur. Im Staccato gespielt erinnert der Klang an den der Harfe, ansonsten an Streicher.
Harmonia aetheria
2 2⁄3′-Register enger Mensur, drei- bis vierfach (aus drei/vier Chören bestehend), meist auf dem schwächsten Manual vorzufinden; klanglich eine diskrete Mixtur mit Streicherklang (Streichermixtur), die Intonation ähnelt der des Geigenprinzipals
Harmonica
(auch Harmonika) 8′-Register des „Geigenchors“ mit zartem, feinem, etwas streichenden Ton, der zwar schwächer als der Salicional ist, aber die Aeoline etwas an Stärke übertrifft
Hautbois
(auch Oboe) frz. Zungenregister, meist 8′ mit oben eingebuckten Bechern
Helikon
selten als 16′, häufig als 4′-Register, meist im Pedal, ähnlich einer Tuba
Hellflöte
(auch Hellpfeife oder Klarflöte) offenes 8′- oder 4′-Holzflötenregister enger bis mittlerer Mensur; klanglich klarer und heller als die Hohlflöte, ansonsten ähnlich der Piccoloflöte oder der Register Flageolett und Oktavin
Hintersatz
Mixtur, meist nicht repetierend, nur Quint- und Oktavchöre enthaltend und normalerweise im Pedal stehend (siehe Pedalmixtur). Der Name stammt von dem ebenfalls nicht repetierenden Hintersatz des Blockwerks, der hinter dem Prospekt stand; in sehr alten Orgeln die höheren, nicht auf Einzelschleifen gestellten Chöre des Blockwerks als frühe Form der Mixtur, in süddeutschen Orgeln hielt sich der Hintersatz als Begriff für eine meist große, tiefliegende Hauptwerksmixtur noch bis in die Renaissance.
Hohlflöte
offenes Flötenregister mit zylindrischen, manchmal auch leicht konischen Pfeifen, oft Holz, 8′ bis 2′, verschiedene Bauformen; der Klang ist meist rund und füllend, kann aber auch sehr zart sein.
Hölzernes Gelächter
(auch Hölzerngelächter, Holzgelächter oder Hültze Glechter) meist ein gemischtes Aliquotregister oder ein einzelnes Aliquotregister, baulich ähnlich einer Flageolett, meist in Kombination mit einer 16′-Quintadena verwendet, seltener ein hölzernes Glockenspiel. Der Klang ist hölzern-klirrend, als ob ein Löffel auf einen (Holz-)Topf schlagen würde, so Arnolt Schlick um 1500.
Holzflöte
meistens offenes Labialregister aus Holz, mit weitem Labium, 8′ oder 4′
Holzgedackt
meist 8′ oder 16′, Holzregister, klanglich ähnlich Gedeckt
Holzharmonika
(auch Terpodion oder Holzharmonica) zartes, durchschlagendes Rohrwerk mit oder ohne Schallbecher, Zungenregister, meist 8′, klanglich ähnlich der Harmonica, nur weicher. Bei Eberhard Friedrich Walcker ist es ein sehr enges Streicherregister aus Holz, sehr zart und leise mit äußerst komplexem Obertonspektrum und langem Anspracheverhalten (z. B. Evang. Kirche in Hoffenheim, Walcker, 1845).
Holzprinzipal
offenes Labialregister mittlerer Mensur, vergleiche auch Prinzipal, 32′ (im Pedal), 16′, 8′ und 4′, höhere Lagen sind selten, da die Pfeifen zunehmend schwieriger herzustellen sind. Klang leicht flötenartig von natürlich-hölzernem Charakter und insgesamt etwas weicher und grundtöniger als ein Prinzipal aus Metall, dezentes, aber doch gut wahrnehmbares Spucken; als Choralstimme im Pedalwerk oft bei Seifert, Klais et al. zu finden
Holzregal
Regal mit Becher (und/oder auch Kehlen) aus Holz, meist in 8′- oder 4′-Lage.
Horn
(auch Hörnli) im Rheinland und der Schweiz vorzufindendes Register ähnlich dem Kornett oder der Sesquialtera; meist zweichörig aus Flöte und Terz. Die Pfeifen werden aus einer stark bleihaltigen Legierung hergestellt. Der Klang ähnelt dem des Kornetts beziehungsweise eines Hornes, daher der Name. Das Register als Äquivalent zum Kornett und Sesquialter ist bereits im frühen 16. Jahrhundert belegt. Als Französisches Horn oder Orchesterhorn (Cor d’Orchestre) wurde ausgehend von verschiedenen anderen Lingualpfeifen wie Oboe und Trompete versucht, das gleichnamige Musikinstrument nachzuahmen.

## J
Jeu céleste
sanftes, nicht schwebendes Register (im Gegensatz zur Voix céleste), im elsässischen Orgelbau der Salicional im Récit
Jubal (Jubalflöte)
(auch Tubal oder Tubalflöte) 8′-, 4′- oder 2′-, doppelt labierte Pfeifen mit hellem Klang

## K
Kalkantenruf
Akustisches Signal, um den Kalkanten zum Treten aufzufordern; seit der Elektrifizierung der Orgelgebläse funktionslos
Kammerflöte
(auch Kammergedeckt oder Kammerton-Gedackt) seltenes 8′-Gedecktregister, das etwas tiefer gestimmt ist als der Rest der Orgel, zum Begleiten anderer Instrumente, vergleiche Kammerton
Keraulophon
In Kontinentaleuropa hornartiges Zungenregister (Aristide Cavaillé-Coll), ähnlich dem Bassetthorn, in England auch aeolinenartiges Streicherregister, stets in 8′-Lage
Klarinette
Sowohl durch- als auch aufschlagend ausgeführtes Zungenregister mit leicht konischem Becher; kommt meist in 8′-Lage vor
Kleinerzähler
enger mensurierter, weicher Verwandter des Erzählers, meist 8′- oder 4′-Lage
Kleingedackt
(auch Kleingedeckt) gedecktes Labialregister weiter Mensur aus Metall, Klang leicht quintig und durchdringend, meist in 4′-Lage
Kontrabass
(auch Contrabass) meist 32′- oder 16′-Bassregister, entweder als Streicher wie Violone oder als ein leiseres Prinzipal
Konzertflöte
siehe Querflöte
Kopftrompete
siehe Englisch Horn
Koppeln
(nur Registerzüge) Spielhilfen, die das gleichzeitige Spiel von verschiedenen Werken auf einem Manual oder das Spiel der Manualregister im Pedal erlauben, eine Sonderform ist die romantische Melodiekoppel (siehe dort)
Koppelflöte
Metall, halbgedacktes Register, Hut mit konischem Aufsatz. Klang hohl, flötig, obertönig, 8′ oder 4′, meist nur im Neu-Barock verwendet
Kornett
(auch Cornet oder Cornett)
1. Gemischtes Labialregister, 3-fach bis 7-fach, immer terzhaltig, meist 5-fach, bestehend aus 8′ + 4′ + 2 2⁄3′ + 2′ + 1 3⁄5′, nicht repetierend, Mensur in der Regel weit, also keine Klangkrone. Der Klang ist hornartig, rund und füllend. Grand Cornet (siehe dort) besteht aus einer Mixtur überblasender Flöten in 8′ + 4′ + 2 2⁄3′ + 2′ + 1 3⁄5′-Tonlage. Ein Kornett wird oft aufgebänkt (siehe dort), das heißt auf einem Pfeifenstock, der nicht direkt auf der Windlade aufliegt, sondern durch Kondukten mit dieser verbunden ist, erhöht aufgestellt. In von der Orgelbewegung beeinflussten Instrumenten finden sich auch exotischere Zusammensetzungen, häufig zum Beispiel das Septimenkornett (vergleiche dort). In kleineren Orgeln der Spätromantik findet sich als höchste Stimme gelegentlich auch eine sogenannte Kornett-Mixtur, also ein repetierendes Kornett (meist dreichörig mit 2 2⁄3′ + 2′ + 1 3⁄5′ in der tiefsten Lage). Oft nur in der mittleren und hohen Lage ausgebaut. Für weitere Informationen zu den unterschiedlichen Kornettarten sowie den baulichen Ausführungen, siehe Kornett (Orgel). Weitere Arten des Kornetts sind Basszink, Nasardos, Echokornett, Corneta (vergleiche jeweils dort) sowie Cornet de Récit, Cornet im Positiv, Cornet d’Écho, Cornet décomposé und das zerlegte Kornett.
2. Zungenstimme in 2′-Lage im Pedal nach Trompetenbauart. Als Cantus-Firmus-Stimme im Pedal in norddeutschen Orgeln bis Mitte des 18. Jahrhunderts häufig anzutreffen.

Krummhorn
Zungenregister mit zylindrischen Bechern in halber oder voller Länge, 8′, seltener 16′ oder 4′. Das Register gehört zu den ältesten bekannten Zungenstimmen und ahmt den Klang des gleichnamigen Holzblasinstruments nach. In französischen Barockorgeln ist es üblicherweise im (Rück-)Positiv zu finden und wird oft sehr weit mensuriert und mit einem etwas hohlen Klang intoniert. Im romantischen Orgelbau wird es eng mensuriert und mit leichtem Strich intoniert, wodurch es klanglich nicht so nah am gleichnamigen Holzblasinstrument liegt.
Krummhornregal
kurzbechiges Zungenregister in 8′-Lage, klingt frech, relativ kräftig. Ausführung auch mit Deckel, dann nasal, mild.
Kuckucksruf (auch Cuculus)
nur Registerzug, Effekt (Imitation eines Kuckucksrufes)

## L
Larigot
weit mensurierte Quinte 1 1⁄3′, auch kleiner Nasat genannt
Liebliche Flöte
siehe Flauto dolce oder Dolzflöte (je nach Bauart) beziehungsweise Flöte und Namenszusatz „Lieblich“
Liebesflöte
siehe Flauto d’Amore
Liebesgeige
siehe Viole d’amour
Lieblich Gedeckt
(auch Lieblich Gedackt oder Lieblich Bourdon)
weiches, zartes Gedecktregister, vergleiche dort und siehe Namenszusätze
Lochgedackt
ein Gedackt mit einem Loch in der Mitte des Deckels. Es kann auch als Rohrflöte ohne Rohr betrachtet werden, meist in 8′-, 4′- oder 2′-Lage. Rohrflöten werden wegen des ähnlichen Klanges mitunter ganz oder teilweise als Lochgedackt ausgeführt. Klanglich liegt das Register zwischen offenem Nachthorn und Rohrflöte.

## M
Meeresflöte
(auch Meeresflaut) siehe Unda Maris
Melodia
auch Melodica genannt, offen gebautes Holzregister, normalerweise in 8′-Lage; warmer, weicher Klang; fließende Abgrenzung zu Wald-, Hohl-, Travers-, Liebes- und Suabe-Flöte.
Melodiekoppel
romantische Koppel, die die Oberstimme eines Akkords so verstärkt, dass die oberste Taste des Akkords eine Oktave höher auf selbem Manual mitklingt. Bei der Melodiekoppel I an II erklingt die Melodie auf dem zweiten Manual.
Metallflöte
Labialregister weiter Mensur aus Metall.
Mixtur
eine Klangkrone (siehe auch Acuta, Scharff und Zimbel), meistens nur aus Oktaven und Quinten bestehend („silberner“ Klang), im süddeutschen und vereinzelt im mitteldeutschen Raum sind auch terzhaltige Bauformen („goldener“ Klang) anzutreffen, teilweise auch in weiteren Klangfarben (wie z. B. Streichermixtur). Für nähere Informationen vergleiche auch Klangkronen.
Mollterz
ein unechtes (1 4⁄5′ oder 3 3⁄5′) oder echtes (16⁄19′) Aliquotregister, prinzipalisch oder als Flöte
 Montre
im französischen Orgelbau ein Prinzipal, der im Prospekt steht, meistens 16′ oder 8′
 Musette
Zungenregister (meistens 16′ oder 8′), mit engen, konisch zulaufenden Becher, klanglich ähnlich einem Krummhorn, angelehnt an das gleichnamige Musikinstrument Musette
Musiziergedeckt
(auch Musikgedeckt, Musiziergedackt) 8′- oder 4′-Gedecktregister, sehr weicher Klang, ähnlich Gelindgedeckt oder Lieblich Gedeckt

## N
Nachthorn
offenes oder gedacktes Flötenregister mit in der Regel zylindrischen Metallpfeifen. Seit der Orgelbewegung häufig mit einer sehr weiten Mensur und sehr schmalem Labium gebaut. Es besitzt einen sehr weichen und leisen Klang, 16′ bis 1′.
Nachtigall
(nur Registerzug, auch Rossignol, Rosignol, Vogelschrei, Vogelgeschrei, Vogelgezwitscher) Effekt
Vogelgezwitscher oder Vogelgeschrei, erzeugt durch zwei kleine offene Pfeifen, die über Kopf bis in die Nähe des Labiums in einem Wasserbad installiert sind. Durch den Winddruck wird die Wasseroberfläche in Bewegung versetzt und das Labium der Pfeifen auf diese Weise unregelmäßig mit Wasser zugesetzt, was ein Zwitschern imitiert.
Nasardos
in spanischen Orgeln ein kornettähnliches, immer terzhaltiges Register nur für die Basshälfte des Manuals. Für die Diskanthälfte desselben Manuals ist dann stets ein Corneta vorhanden.
Nasat oder Nasard
weit mensuriertes Quintregister 2 2⁄3′, oft konisch oder als Rohrflöte (Bezeichnung dann oft „Rohrnasat“) oder gedeckt gebaut.
None
ein Aliquotregister, meist in der 8⁄9′-Lage (auf 8′ bezogen der 9. Teilton), vor allem in der Hochzeit der Orgelbewegung in den 1950er- und 1960er-Jahren populär. Bei späteren Umgestaltungen oft wieder entfernt.

## O
Obertöne
Labialregister, welches aus verschiedenen Aliquoten besteht
Oboe
Zungenregister mit trichterförmigen Bechern, erst eng dann oben weiter, oben teilgedeckt, meistens 8′, siehe auch Hautbois
Offenflöte
(auch Flûte ouvert) manchmal auch als Synonym für Clarabella verwendet. 8′- oder 4′-Register, weiter mensuriert als der Prinzipal, nicht überblasend, warmer rund wirkender Ton
Oktavbass
Prinzipalregister im Pedal, aus Holz oder Metall, meistens 8′
Oktave
(in 2′ und 1′ Lagen auch
Superoktave, Oktävchen, Oktävlein) Prinzipalregister in höherer Lage als der Prinzipal des entsprechenden Werkes, (Oktave 8′ wenn Prinzipal 16′), 16′ bis 1′
Oktavin
(auch Octavin) helle, klare 2′-Flûte harmonique, sehr selten auch Synonym für eine Superoktave
Ophicleide
(auch Ophikleide) sehr starkes, lautes 16′- oder 8′-Register mit dünnen und breiten Zungen und tubaähnlicher Intonation, klanglich zwischen Posaune und Fagott, ähnlich dem Originalinstrument.
Orchesterflöte
(auch Orchesterpfeife) vergleiche Traversflöte
Orlos
spanisches 8′-Zungenregister, klanglich ähnlich dem Regal, der Musette oder Schalmei, baulich ein Regal mit kurzen, zylindrischen Bechern, oftmals auch en Chamade (horizontal aus dem Prospekt ragend)

## P
Panflöte
(auch Flauto di Pan genannt) seltenes 2′- oder 1′-Flötenregister, welches das gleichnamige Musikinstrument nachahmt
Pansbordun
gedecktes 8′- oder 4′-Register im Manual oder auch 16′-Register im Pedal. Von Hans Henny Jahnn entwickelter Bordun (siehe dort). Er ist klanglich schwer, still, einfältig sowie obertonarm. Die Bezeichnung ist von den verwandten, ebenfalls gedeckten Registern Panflöte und Bordun abgeleitet. Die Mensur ist im Bass weit und wird im Diskant zunehmend enger, weswegen der Klang von dumpf im Bassbereich bis hell, klar (ähnlich einer Panflöte) variiert.
Pauke
Bassschwebung mit „wummerndem“ Effekt ähnlich wie bei einer Großen Trommel (Pauke) oder eine echte Trommel, die mit einer Pedaltaste betätigt wird
Pedalmixtur
(meist tiefe, schwere) Mixtur im Pedalwerk
Perduna
altertümliche Bezeichnung für ein 16′-Register, ähnlich dem Bordun
Piano
Mechanismus, mit dem ein Klavier über die Orgelklaviatur bedient werden kann, teils im Schwellwerk, meist in 16′-, 8′- oder 4′-Lage; normalerweise nur in Kino- oder Konzertorgeln.
Piccolo
(auch Piccoloflöte oder Flauto piccolo) offene 2′- oder 1′-Flöte. Falls sie den Klang der gleichnamigen Orchesterflöte imitieren soll, wird das Register auch Orchesterpiccolo genannt. Der Klang ähnelt dem der Register Flageolett, Hellpfeife, Oktavin oder auch Zwergpfeife.
Philomela
(gr. „Nachtigall“) kreisrunder Aufschnitt, eher flacher Klang ähnlich dem der Traversflöte. Selten anzutreffen; häufiger bei Walcker und Mauracher, meist als 8′.
Phoneuma
seltene 16′- oder 8′-Flöte, sehr selten auch 4′, klanglich eine weiche Quintade, teils leichter Streicherklang. Erfunden wurde das Register Ende des 19. Jahrhunderts durch Hope-Jones, hergestellt wurde es von J. W. Whiteley.
Physharmonica
spezielles Zungenregister aus durchschlagenden Zungen in Anlehnung an ein Harmoniumregister (sog. Spiel), ohne Schallbecher, sehr häufig im hochromantischen und spätromantischen Orgelbau z. B. bei Eberhard Friedrich Walcker realisiert. Ein Original von 1846 befindet sich noch in der Orgel der Kirche zu Hoffenheim. Meistens mit eigenem Windschweller, sodass der Klang von äußerstem Pianissimo bis hin zum Plenumklang gesteigert werden kann.
Piffaro
(auch Biffara, Biffaro, Bifara, Bifora, Bifra, Pifara, Pifarra, Piffara, Tibia bifara, Tibia bifaris, o. ä.) teils prinzipalische Pfeifen, meist jedoch mit deutlichem Streicherklang, mitunter als zweite Stimme für eine Schwebung, gewöhnlich dann in 4′- und 2′-Lage, als 8′ meist erst ab c0 oder a0; manchmal auch zur Imitation des italienischen Blasinstruments Piffero/Piffaro
Pommer
meistens ein gedecktes 16′- oder 8′-Register, klanglich zwischen Gedackt und Quintatön
Portunal
(auch Portunalflöte, Portunalpfeife oder Portune) 8′- oder 4′-Register des Flötenchores, kommt offen oder gedeckt vor. Material ist normalerweise Holz. Der Klang ist sanft, klarinettenartig.
Posaune
Zungenregister in mittelweiter Mensur, mit natürlich langen trichterförmigen Bechern in 32′- oder 16′-Lage, manchmal auch 8′ (insbesondere im süddeutschen Barock), meistens im Pedal, abgesehen von Hochdruckregistern und Horizontaltrompeten oft lautestes Register einer Orgel; schmetternder, feierlicher Klang, aber meist (besonders in 32′-Lage) schwächer als die ähnlich verwendete Bombarde. In kleineren Orgeln wird die Posaune 16′ oft grundtönig und weniger laut intoniert, die Verwendung von Holzbechern begünstigt diese Intonation. Sie dient dort bei fehlendem Prinzipal 16′ zusammen mit Subbass 16′ als Bassfundament für das Plenum des Hauptwerks.
Praestant
(auch Prästant) meist Synonym für den Prinzipal, vor allem wenn er im Prospekt steht; im französischen Raum als Prestant Bezeichnung für die Oktave 4′.
Prinzipal
zylindrisch offenes Labialregister mittlerer Mensur, wichtigste Registerfamilie jeder Orgel, 16′ bis 1′, im Pedal auch 32′ (französische Registerbezeichnung: Montre). Prospektpfeifen sind in der Regel Prinzipale, sie werden dann auch häufig Praestant (siehe dort) genannt,
Prinzipalschwebung
Schwebung prinzipalisch gebauter Pfeifenreihen, meist 8′,
Progressio Harmonica
(auch Progressio oder Progressivharmonika) tiefliegende Mixtur, nicht repetierend, vornehmlich in romantischen Orgeln disponiert. Benannt nach der über die Klaviatur stark zunehmenden Chorzahl; sie kann durchaus 1–8fach besetzt sein. Durch die starke Betonung der Diskantlage eignet sie sich für besondere Klangeffekte und auch zur Betonung einer Melodie in der Oberstimme.
Pyramidflöte
siehe Spitzflöte

## Q
Quartain
(auch Quartan) siehe Rauschquinte
Quarte
Aliquotregister, bei dem die Quarte ertönt, seltener quarthaltige Mixtur
Quartsextzimbel
Sonderart der Zimbel. So wird bei der auch als „Modell Cappel“ bezeichneten Bauweise wie folgt verfahren: Auf jedem C und jedem F erfolgen die Repetitionen. Auf jedem F erklingen die Töne f4, a4 und c5, was einem Durakkord in Grundstellung entspricht. Da die drei Chöre rein intoniert sind, sind sie harmonische Obertöne zu den Grundstimmen, wie es auch bei einer Terzzimbel üblich ist. Der Durakkord in Grundstellung erklingt auf jedem der Töne F bis H. Auf jedem C erklingen wieder die drei Töne f4, a4 und c5, was einem Durakkord in Quartsextstellung entspricht, wobei die Töne f4 und a4 keine harmonischen Obertöne zu den Grundstimmen sind. Der Durakkord in Quartsextstellung erklingt auf jedem der Töne C bis E.
Querflöte
(auch Flauto traverso, Flûte traversière, Konzertflöte, Orchesterflöte, Querpfeife, Soldatenflöte oder Traversflöte) oft überblasendes, offenes Flötenregister aus Hartholz von doppelter Körperlänge. Es ahmt den Klang des gleichnamigen Holzblasinstruments nach. Das Register hat in der Regel 8′- oder 4′-Lage, im Pedalwerk auch als 16′-Bass (Traversflötenbass oder Flautotraversbass) existent.
Quintadena
(auch Quintade, Quintaden oder Quintatön) eng mensuriertes Gedackt mit besonders niedrigem Aufschnitt, sehr ausgeprägtem 3. Teilton (Quinte), 16′- bis 4′-Lage. Bei der Ausprägung des fünften Teiltones (Terz) bei noch engerer Mensur spricht man von dem seltenen Register „Tiercina“ oder „Terzadena“ (siehe dort). In mittelgroßen nordeuropäischen Barockorgeln bildet die Quintadena oft die 16′-Stimme im Hauptwerk, wurde aber in dieser Funktion im Laufe des 18. Jahrhunderts durch den Bordun verdrängt.
Quinte
weit mensuriert. Ein Aliquotregister zu 5 1⁄3′, 2 2⁄3′ oder 1 1⁄3′, zur Bildung akustischer Register zu 21 1⁄3′ oder 10 2⁄3′ im Pedal, prinzipalisch mensuriert als 2 2⁄3′ oder 1 1⁄3′ zum Prinzipalchor gehörend (kein Aliquotregister).
Quintatön
siehe Quintadena

## R
Rankett
kurzbecherige Zungenstimme, meist zu 16′, im Klang kräftiger als die meisten Regale. Bei einer Bauform sind die gedeckten hölzernen Becher mit zahlreichen kleinen Löchern an den Seitenwänden versehen. Das Register ahmt den Klang des gleichnamigen Holzblasinstruments nach.
 Rauschpfeife
gemischte Stimme, in der Regel aus 2′ und 1 1⁄3′, da die hohen Tonlagen nicht vorkommen, ist das Register nicht repetierend. Der Klang ist hoch bis schrill, teils etwas leicht rauschend, ansonsten flötenartig. In Orgeln der zweiten Hälfte des 20. Jahrhunderts auch Bezeichnung für eine Pedalmixtur.
Rauschquarte
siehe Rauschquinte
 Rauschquinte
prinzipalische gemischte Stimme (2- bis 3-chörig) aus 2 2⁄3′ und 2′ oder 2 2⁄3′ und 1 1⁄3′; klanglich ähnlich der Rauschpfeife, aber stärker quintbetont. Die Synonyme Quartan oder Rauschquarte rühren vom Quartintervall zwischen den beiden Chören her.
Rauschwerk
oft Synonym für Rauschpfeife oder Rauschquinte, seltener als klares Zungenregister ähnlich einer Trompete oder ein zwei-chöriges Register aus einer Flöte und einem Zungenregister
Regal
Zungenregister mit kurzen Bechern unterschiedlicher Form in 16′-, 8′- oder 4′-Lage; man unterscheidet z. B. Trichter-, Knopf- und Trompetenregal. Siehe auch aus Musikinstrument Regal.
Rohrflöte
halbgedecktes Labial-Register, auf den Deckel des Hutes ist ein Röhrchen gelötet, welches die charakteristische Aufhellung der Klangfärbung bewirkt, meist 8′ oder 4′.
Rohrgedackt
(auch Rohrgedeckt) Flötenregister in 16′-, 8′- oder 4′-Lage. Bauform sehr ähnlich einer Rohrflöte, jedoch ist das Röhrchen länger und der Ton dunkler als bei einer Rohrflöte.
Rohrquinte
ein Aliquotregister in der Form einer Rohrflöte (in der Regel 2 2⁄3′)
Rohrschalmei
erst im 20. Jahrhundert aufgekommen; ein Vertreter des Lingualplenums mit Klang zwischen Krummhorn und Schalmei
Rossignol
(auch Rosignol) vergleiche Nachtigall (Orgelregister)

## S
Salicet
offene Streicherstimme, meist in 4′-Lage in der Romantik im Hauptwerk verwendet, seltener auch in 8′ oder als Salicetbass 16′ im Pedal deutsch-romantischer Orgeln
Salicional
(v. lat. salix, „Weide“; auch Salizional), siehe Weidenpfeife. Das Salicional französisch-romantischer Orgeln entspricht dem deutschen Geigenprincipal.
Sanftflöte
weiche Flöte, meist 4′, ähnlich der Zartflöte oder Wienerflöte.
Sanftgedeckt
weiches 8′- oder 4′-Gedecktregister, vergleiche auch den Namenszusatz „Sanft-“.
Schalmei
Zungenregister, meist 8′ oder 4′, zylindrische Becher mit einem stark konischen Aufsatz am oberen Ende des Bechers oder konische Becher, z. T. ebenfalls mit einem stark konischen Aufsatz am oberen Ende des Bechers. Das Register ahmt den Klang der Renaissanceschalmei nach.
Schallflöte
meist von Schmeisser gebautes Register in 2′-Lage
Scharff
(auch Scharf oder Acuta) hohe Klangkrone (siehe auch Acuta, Mixtur und Zimbel) mit enger Mensur und hellem und durchdringenden Ton, meistens nur aus Oktaven und Quinten bestehend. Das Scharff war in der Zeit des klassischen Orgelbaus nur im nordeuropäischen und nordosteuropäischen Raum bekannt. Bei Joachim Wagner war das Scharff eine terzhaltige Hauptwerksmixtur. In süddeutschen Orgeln werden Klangkronen ähnlicher Zusammensetzung als Mixtur oder Cimbel bezeichnet.
Schilfpfeife
nur einmal in Schlesien erwähnt, möglicherweise ein Salizional
Schnarrpfeife
Zungenregister ohne Becher, platzsparend aber rauer Klang, wurde hauptsächlich in alten Orgeln verbaut, sofern wenig Raum zur Verfügung stand oder die Orgel transportabel sein sollte. Auch allgemeine Bezeichnung für Lingualpfeifen.
Schöngedeckt
8′ Holzflöte. Klanglich ähnelt es dem Gedeckt oder einem weit mensurierten Lieblich Gedeckt.
Schönprinzipal
ein lieblicher Prinzipal (siehe dort und vergleiche Namenszusätze)
Schreier
(auch Schreyer, Schryari, Kleinschreier oder Schreierpfeife) entweder Synonym für Bärpfeife (was dem ursprünglichen Instrument am Nächsten käme) oder seltener Bezeichnung für eine 2- oder 3-chörige Acuta (Zimbel) mit schrillen Obertönen. Als dreifache Zimbelmixtur liegt das Register meist in 1′-, 1⁄2′- und 1⁄4′-Tonlage vor, als zweifach Zimbel hingegen normalerweise in 2′- und 1′-Lage.
Schwebung
meistens zwei 8′-Register, oft mit Streicherklang, manchmal auch mit prinzipalisch gebauten Pfeifen (Prinzipalschwebung) die gegeneinander leicht verstimmt werden; erzeugen eine Schwebung (Unda maris, Voix celeste, Vox coelestis, Vox angelica u. a.); meist zwei einzelne Registerzüge.
Schwegel
(auch Schweigel, Schwiegel, Schwiegelpfeife) Register mit weiter oder enger Prinzipalmensur in  8′-, 4′-, 2′- oder 1′-Tonlage. Die Pfeifenkörper sind zylindrisch, zum Ende hin konische geformt, ähnlich der Spillflöte. Das Register ahmt den Klang des gleichnamigen Instruments Schwegel nach.
Schweitzerpfeife
(auch Schweitzerpfeiff, Zwerchpfeife) ahmt den Klang der im späten 15. und frühen 16. Jahrhundert gespielten „Schweizer Flöte“ (eine Querflöte) nach.
Septime
ein Aliquotregister, meistens 1 1⁄7′; vor dem 19. Jahrhundert weitgehend unbekannt
Septimenkornett
ein Kornett mit zusätzlichem Septimenchor 1 1⁄7′. Es wird normalerweise 7-fach mit 8′ + 4′ + 2 2⁄3′ + 2′ + 1 3⁄5′ + 1 1⁄3′ + 1 1⁄7′ ausgeführt.
Serpent
16′-Zungenregister mit schwächerem Ton als die Posaune und geringem „Schnarren“. Walcker hat bei den kleineren Serienorgeln der 1880er-Jahre diese Stimmen ins Pedal eingebaut, wobei es hier keine Harmoniumzungen waren, sondern eigenständige Pfeifen in einem kleinen Holzgehäuse. Das Register ahmt das gleichnamige Musikinstrument nach.
Sesquialtera, auch Sesquialter
(auch Sesquialter) Es ist meist prinzipalartig und zweireihig aus Quinte und Terz gebaut (2 2⁄3′ + 1 3⁄5′).
Sifflöte oder Sifflet
(auch Sifflot, Sufflot, Subflöte) Flötenregister mit meist zylindrischen Pfeifen weiter Mensur, welches nur in den hohen Tonlagen von 2′ und 1′ vorkommt, scharfer und durchdringender Ton
Singendgedackt
siehe Gedackt
Soldatenflöte
siehe Querflöte
Sordun
Meist ein kurzbechriges Zungenregister zu 16′ oder 8′ (selten auch zu 32′), ähnlich dem Rankett; sehr selten ein Flötenregister zu 16′ oder 8′, wohl durch Verwechslung mit dem Register Bordun. In neobarocken Klein- und Hausorgeln oft aus Platzgründen als Pedalstimme gebaut
Spanische Trompete
(auch Trompette en Chamade oder nur Chamade genannt) horizontal, meist im Prospekt, angebrachte Trompete (en Chamade). Ein voll ausgebautes Chamadewerk enthält Spanische Trompeten in den Lagen 16′ Diskant, 8′ Bass/Diskant, 4′ Bass/Diskant und 2′ Bass, wobei der Teilungspunkt Bass/Diskant im Bereich der Taste c1 (in iberischen Barockorgeln immer bei c1/cis1) liegt.
Spillflöte
8′-, 4′- oder auch 2′-Metallregister, klanglich zwischen Spitz- und Rohrflöte; der Name kommt von der Pfeifenform ähnlich einer Spindel
Spitzflöte
(auch Pyramidflöte genannt) konisch offenes Labialregister nicht zu weiter Mensur, 8′ bis 2′, dessen Pfeifen nach oben hin spitz zulaufen. Die Bauweise ist ähnlich wie beim Gemshorn. Der Ton ist hell, aber nicht sehr stark. Eberlein vermutet, dass der Name Pyramidflöte auf Carl Kützing zurückgeht, der sie in der 2. Auflage (von 1843) im „Theoretisch-praktischen Handbuch der Orgelbaukunst“ beschreibt.
Spitzgambe
konische Gambe oder Viola, wie beim Gemshorn die Partialtöne fünf bis sieben verstärkt
Spitzgedackt
(auch Spitzgedeckt) gedeckte 8′- oder 4′-Flöte aus Holz, manchmal auch konische Metallpfeifen, klanglich zwischen Gedeckt und Spitzflöte
Spitzquinte
ein Aliquotregister in der Form einer Spitzflöte, meistens 1 1⁄3′
Stahlspiel
seltenes Synonym für ein Glockenspiel (siehe dort)
Stillgedeckt
(auch Stillgedackt) weiches 16′-, 8′- oder 4′-Gedecktregister aus Holz, vergleiche Barem
Streicher
verschiedene Labialregister mit Streicherklang, zum Beispiel Gambe (Viola da gamba), Geige, Kontrabass
Streicherschwebung
siehe Schwebung
Suabe Flute
offene 8′-Flöte aus Holz mit Innenlabium, im 19. Jahrhundert in England
Subbass
wichtiges gedacktes Labialregister im Pedal, kommt in fast jeder Orgel in der Lage 16′ vor, in größeren Orgeln auch 32′, dort meist als Untersatz bezeichnet, im Klang sehr obertonarm, dunkel und unbestimmt
Subflöte
siehe Sifflöte
Sufflot
siehe Sifflöte
Superoktave
Bezeichnung für ein 1′- oder 2′-Prinzipalregister, wenn in einem Werk bereits tiefere Prinzipalregister vorhanden sind, ist streng genommen die Oktave über der Oktave, also z. B. Prinzipal 8′, Oktave 4′, Superoktave 2′
Sylvestrina
8′- oder 4′-Register, konische offene Metallpfeifen mit dumpfen Streicherklang, verwandt mit dem Erzähler und dem Gemshorn
Synthematophon 8′
Starktonstimme des Prinzipalchores mit doppelten Labien, die sich gegenüberliegen (von Walcker patentierte Stimme, Patent ca. 1902–04)

## T

Beispiel eines Terzian

Terpodion
siehe Holzharmonika
Terz
(auch Tierce) ein Aliquotregister, meistens als Flöte, selten prinzipalisch, 6 2⁄5′, 3 1⁄5′, 1 3⁄5′, 4⁄5′
Terzbass
siehe Großterz
Terzenbass
siehe Großterz
Terzadena (auch Tiercina)
sehr eng mensuriertes Gedackt mit besonders niedrigem Aufschnitt, sehr ausgeprägtem 5. Teilton (Terz), 16′- bis 4′-Lage. Bei der Ausprägung des dritten Teiltones (Quinte) bei etwas weiterer Mensur spricht man von einer „Quintadena“ (siehe dort). Im Gegensatz zur Quintadena ist die Tiercina jedoch äußerst selten.
Terzian

Der Terzian ist ein gemischtes Aliquotregister. Das Register wird als Terzian 2fach aus Terz und darüber liegender Quinte gebaut (1 3⁄5′ + 1 1⁄3′). Der Terzian repetiert manchmal in der großen Oktave zu 4⁄5′ + 2⁄3′. Seltener ist die Bauform mit 3 1⁄5′ + 2 2⁄3′. Die Mensur des Terzian (auch Tertian) ist meist flötenartig, insbesondere in Deutschland kommen aber auch prinzipalische Mensuren vor.
Tibia
(lat. „Flöte“) siehe Flöte, unter der Bezeichnung Tibia als Grundregister mit gedeckten Holzpfeifen in fast jeder Kinoorgel disponiert
Tibia bifara
siehe Piffaro
Tibia bifaris
(lat. „doppelredende Flöte“) siehe Pifarra
Tibia clausa
(lat. „geschlossene Flöte“) siehe Gedeckt
Tibia silvestris
(lat. „Waldflöte“) siehe Waldflöte
Tierce
siehe Terz
Tolosana
Die Tolosana ist in spanischen Orgeln ein Register nur für die Diskanthälfte des Manuals, das zweichörig aus Terz und Quinte gebaut wird. Die häufigste Bauform ist 3 1⁄5′ + 2 2⁄3′. Seltener ist die Bauform mit 5 1⁄3′ + 3 1⁄5′. Es handelt sich um ein gemischtes Aliquotregister. Siehe auch Terzian.
Tonus Fabri
siehe Faberton
Traversflöte
siehe Querflöte, auch als 16′-Bass (Traversflötenbass oder Flautotraversbass) existent
Tremulant
(nur Registerzug), Effekt
Tremolo
Trinuna
8′- oder 4′-Streicherregister mit äußerst schwacher Intonation, noch schwächer als Dulciana, ansonsten sind die beiden jedoch vergleichbar
Triplette
eine drei-chörige, nicht repetierende Mixtur mit offenen Metallflöten, ähnlich der zwei-chörigen Doublette
Tromboncini
ein italienisches Regal mit rechteckigen Bechern (selten), oder ital. für kleine Posaunen mit verkürzten Aufsätzen, selten auch horizontal gebaut
Trombone
engl. oder ital. für „Posaune“, siehe Posaune
Trommel
siehe Pauke
Trompete
Zungenregister mit natürlich langen trichterförmigen Bechern in 16′-, 8′- oder 4′-Lage, im Pedal auch 2′ oder 1′, dann meist Kornett genannt, fast in jedem Hauptwerk gebaut, schmetternder, lauter Klang, insbesondere bei französischer oder spanischer Intonation. An Großorgeln oft von 16′ bis 4′ voll ausgebaut. Eine Sonderform ist die Spanische Trompete (auch Trompette en Chamade genannt).
Trompette en Chamade
französische Bezeichnung für die Spanische Trompete
Trompette Harmonique
Eine von Aristide Cavaillé-Coll erfundene Trompete französischer Bauart mit doppelter Becherlänge, meist im Récit, die Kehlen sind oft mit Leder belegt, um den Klang weicher zu machen
Tuba
Zungenregister (meist 16′ oder 8′), welches das gleichnamige Instrument nachahmt, siehe auch Helikon
Tubal (Tubalflöte)
siehe Jubal

## U
Unda maris
(lat. Meereswelle, auch Meeresflaut oder Meeresflöte) ein Schwebungsregister mit Pfeifenreihen in unterschiedlichen Bauformen (Flöten oder Streicher, Holz oder Metall), im Gegensatz zur Vox coelestis (Streicherschwebung) häufig unterschwebend, geht auf die italienischen Principalschwebungen zurück, wurde schon im süddeutschen Barock gepflegt
Unruh
seltenes, gemischtes Zimbel-Register (3fach) mit unterschiedlichen Chören für C-Seite (C, D, E, Fis, Gis und Ais) (2⁄9′ + 2⁄11′ + 2⁄15′) und Cis-Seite (Cis, Dis, F, G, A, H) (2⁄9′ + 2⁄10′ + 2⁄13′), die unterschiedlich repetieren. Anfang der 1960er-Jahre von Helmut Bornefeld erfunden, 1961 für die Ev. Stadtkirche Schorndorf (Walcker) und 1964 für die Kirche St. Martin, Kassel (Bosch, seit 2015 in St. Elisabeth) disponiert. Beim Spielen zum Beispiel einer Tonleiter ergibt sich ein unruhiger glitzernder Effekt
Untersatz
meist gedecktes Pedalregister in 32′-, gelegentlich auch 16′-Lage, oft als Extension gebaut, so dass nur die tiefsten zwölf Pfeifen benötigt werden und die höheren Töne einem baugleichen, eine Oktave höher klingenden Register entnommen sind, wobei bei der gedeckten 32′-Version meist die Pfeifen des Subbass 16′ für die höheren Töne verwendet werden, Namensgebung wegen der Aufstellung tiefer als die übrigen Register, oft hinter der Pedal-Windlade

## V
Ventus
(nur Registerzug/Schalter) Lateinisch für „Wind“, wie der Kalkantenruf heute als „An/Aus“-Schalter gebraucht. Für Nichtorganisten nur schwer zu finden. Auch bekannt als Serienname von Orgelgebläsen einer führenden Orgelzulieferfirma.
Viola
offenes Labialregister enger Mensur, 8′, 4′, selten auch 2′, Streicherklang
Viola da Gamba
(auch Viola di Gamba) Labialregister, meist konisch, allerdings auch zylindrisch gebaut und zur Familie der Streicher gehörend und mit scharf streichendem Ton, sehr enge Mensur, einer der wenigen bereits in der Renaissance aufgekommenen Streicher, damals mit dem Ziel, den Klang des gleichnamigen Streichinstruments zu imitieren, vergleiche auch Gambe
Viole d’amour
Die Liebesgeige ist baulich mit dem Streicherregister Gambe identisch, erhält jedoch weniger Wind und hat deshalb klanglich weniger Strich.
Violine
(auch Viole) 16′-, 8′- oder 4′-Labialregister, das den Klang der Geige nachahmt; zarter, heller Streicherklang
Violon
(auch Violonbass oder Violone) Streicherstimme zu 16′, selten auch 32′ oder 8′, meist im Pedal, vergleiche auch Kontrabass, nicht zu verwechseln mit dem spanischen Register Violón (Gedackt)
Violoncello
8′- oder 16′-Pedalregister aus Zinn, Zink oder Holz, ähnlich dem Streicherregister Gambe, ahmt den Klang des gleichnamigen Musikinstruments nach.
Voce umana
Bei italienischen Orgeln des 16. bis 18. Jahrhunderts eine 8′-Prinzipalschwebung ab c1/cis1 (Synonym für Piffaro (Schwebung)). Siehe auch Vox humana.
Vogelschrey
(auch Vogelschrei, Vogelgeschrei, Vogelgezwitscher) siehe Nachtigall (Orgel)
Vox angelica
(auch Engelsstimme) Labialregister mit enger Mensur, oft als 4′-Ergänzung zu einem schwebenden 8′-Register
Vox balenae
(lat. „Stimme des Wals“) 64′-Register; akustisches Register aus Zusammenschaltung eines 32′-Registers und einer Quinte 21 1⁄3′, siehe Akustischer Bass
Vox coelestis
(auch Voix céleste,  lat. bzw. frz. „himmlische Stimme“) sanftes Schwebungsregister enger Mensur („Streicher“), meist höherschwebend, fast immer 8′.
Vox humana
(frz. voix humaine, lat. „Menschenstimme“) kurzbechriges Zungenregister, meist 8′, seltener 16′, mit unterschiedlichen Becherformen, aber stets kurzen Aufsätzen. Die Becher sind meist aus Neusilber oder Messing. Der Klang soll an die singende menschliche Stimme erinnern. Eine Sonderform ist die Vox mystica. Siehe auch Voce umana.
Vox mystica
Sonderform der Vox humana, Lingualregister mit zylindrischem Becher ähnlich einer Glocke ausgeführt; sehr sanfter Klang mit einigen schrillen Obertönen.

## W
Waldflöte (auch Tibia silvestris genannt)
weit mensuriertes Labialregister unterschiedlicher Bauart, meistens 2′
Weidenpfeife
offenes Labialregister enger Mensur, zarter Strich, meist 16′ oder 8′, siehe auch Salicional
Wienerflöte
Holzflöte mit weichem Klang ähnlich einer hellen, lieblich-weichen Flöte (Flauto dolce), meist 8′ oder 4′. Klanglich ähnlich einer Traversflöte oder Sanftflöte.

## Z
Zartbass
zart-liebliches 16′-Gedeckt (vergleiche Lieblich Gedeckt oder Lieblich Bourdon) im Pedalwerk, manchmal auch als Transmission aus anderen Teilwerken. Manchmal auch als Subbass mit verringerter Windzufuhr. Für das Präfix „Zart-“ siehe auch Namenszusätze.
Zartflöte
gedeckte Flöte, meist 8′ oder 4′, baulich und klanglich ähnlich der Gambe, nur zarter (vergleiche Namenszusätze); manchmal auch als liebliche Quintade eingestuft.
Zauberflöte
harmonische, gedeckte 8′-, 4′- oder 2′-Flöte. Sie wurde durch Michell und Thynne of London Ende des 19. Jahrhunderts entwickelt. Die meist als Metallpfeife hergestellte Flöte klingt voll, fließend und zart-lieblich mit leichter Tendenz zum Streicherklang.
Zimbel
(alte Schreibweisen
Cimbel, Cimbal, Cymbel, Zymbel; auch Acuta genannt) höchste gemischte Stimme und Klangkrone (siehe auch Acuta, Mixtur und Scharff), die den Zimbelstern labial nachahmt. Die Zimbel ist meist mit kleinsten Pfeifen von enger Mensur und sehr hoher Tonlage besetzt. Der Klang bewegt sich an der oberen Tongrenze und ist glitzernd hell. Heute oft zur Ergänzung des Prinzipalplenums in den höchsten Lagen im Hauptwerk disponiert (ideengeschichtlich dem französischen und mitteldeutschen Orgelbau entlehnt, in nordeuropäischen Orgeln wurden die höheren Chöre von geteilten Hauptwerksklangkronen meist als „Scharff“ bezeichnet). In anderen Teilwerken oft terzhaltig (in Orgeln der 1950er- und 1960er-Jahre auch mit höheren Obertonreihen) und als hohe Farbmixtur disponiert, in dieser Bauform meist nur in modernen Orgeln als Teil eines Prinzipalplenums vorgesehen. In Renaissanceorgeln oft in zwei- oder dreifacher Besetzung in Kombination mit kurzbechrigen Zungenstimmen in 8′- und 4′-Lage im Brustwerk oder, sofern dieses fehlt, im Rückpositiv vorhanden. In süd-, west- oder mitteldeutschen Orgeln häufig auch schlicht als Bezeichnung für eine höher als die Hauptwerksmixtur liegende Klangkrone im Positiv verwendet.
Zimbelflöte
siehe Glockenton
Zimbelki
siehe Cymbelki
Zimbelstern
(nur Registerzug), begleitendes Glockenspiel, teilweise mehrere mit unterschiedlicher Geschwindigkeit und Tonlage.
Zink
(auch Zynk oder Zinke genannt) Zungenregister mit trichterförmigen Aufsatz meist in 2′-Lage, herber Klang. Es ist dem gleichnamigen Originalinstrument nachempfunden.
Zymbel
siehe Zimbel
Zymbelki
siehe Cymbelki

## Namenszusätze
Bass
(häufiger als Nachsatz bass) Ein Register im Pedalwerk oder ein Register nur für die Basshälfte des Manuals, meist bei in Diskant und Bass geteilten Registern.
Blei
als Vorsilbe bei Verwendung eines hohen Bleianteils (z. B. Bleigedackt) zur Klangfärbung
Diskant
(oder als Nachwort cantus) Ein Register nur für die Diskanthälfte des Manuals, meist bei in Diskant und Bass geteilten Registern.
Doppel

1. ein Register mit Labialpfeifen, die jeweils zwei Labien besitzen
2. ein Register mit hölzernen Labialpfeifen, bei der die beiden Pfeifen für eine Taste über eine gemeinsame Wand starr miteinander verbunden sind. Die Pfeifen stehen entweder im Einklang oder im Oktavabstand, wobei dann die untere Oktave gedeckt und die obere Oktave offen ausgeführt sind
3. ein Register mit je zwei Labialpfeifen für jede Taste, die entweder im Einklang oder im Oktavabstand stehen

Echo
Register mit sehr weichem Klang, ähnlich einer Echoflöte
Grob
im Klang fülliger und meist auch lauter als das gleichnamige Register ohne Vorsatz, oft weiter mensuriert als das gleichnamige Register ohne Vorsatz
Groß
meist gleiche Bedeutung wie Kontra, jedoch oft für Register im Hauptwerk, zum Beispiel Großgemshorn
Holz
Holzpfeifen bei Labialregistern, Holzbecher bei Lingualregistern; im Klang oft etwas grundtöniger als ansonsten baugleiche Register mit Metallpfeifen bzw. Metallbechern
Klein
klingt eine Oktave höher als das gleiche Register ohne Vorsatz, z. B. Gedackt 8′ → Kleingedackt 4′
Kontra (auch Contra)
klingt eine Oktave tiefer als das gleiche Register ohne Vorsatz, zum Beispiel Prinzipal 8′ → Kontraprinzipal 16′. Kontra bezeichnet meist ein Register zu 16′ oder 32′, häufig im Pedalwerk
Lieblich
im Klang zarter und meist auch leiser als das gleichnamige Register ohne Vorsatz, oft enger mensuriert als das gleichnamige Register ohne Vorsatz
Metall
(seltener Vorsatz) Metallpfeifen bei Labialregistern
Oktav
klingt eine Oktave höher als das gleiche Register ohne diesen Zusatz, z. B. Oktavbass
Sanft
siehe Lieblich oder Zart
Schön
siehe Lieblich
Stentor
(oder nur HD – Hochdruckregister) ein erhöhter Winddruck lässt die Pfeifen lauter klingen, wurde erst mit dem Einsatz von elektrischen Windmaschinen interessant. → Stentor.
Subkontra
(seltener Vorsatz) klingt zwei Oktaven tiefer als das gleiche Register ohne Vorsatz bzw. eine Oktave tiefer als das gleiche Kontraregister, z. B. Prinzipal 8′ → Kontraprinzipal 16′ → Subkontraprinzipal 32′. Subkontra bezeichnet meist ein Register zu 32′ oder (sehr selten) 64′ im Pedalwerk
Zart
meist gleiche Bedeutung wie Lieblich oder sogar zur Betonung eines noch weicheren Klanges